# Дом Камариных
Дом Кама́риных (латыш. Kamarinu nams) — памятник архитектуры XVIII-XIX веков, жилой дом в Риге, ныне не существует. Находившийся справа от рижской ратуши, между Ратушной площадью и улицей Кунгу, дом купцов Камариных был одной из главных доминант исторического центра Старой Риги.

## История
Известно, что в конце XVIII века ратман Иоганн Генрих Холландер приобрёл участок земли рядом с ратушей для строительства своей городской резиденции. Возможно, дом был возведён по проекту крупнейшего рижского архитектора того времени Кристофа Хаберланда, это было высокое четырёхэтажное здание с мезонином и высокой мансардной крышей (в стиле распространенного в Риге «бюргерского классицизма»).
В 1872 году особняк у семьи Холландер приобрели русские купцы Камарины. В 1875 году, после покупки соседнего с домом участка, дом был перестроен архитектором Фридрихом Гессом — его расширили, фасад украсили необарочными элементами, на первом этаже расположились магазины, в том числе собственный магазин Камариных, верхние этажи и пристройку отвели под квартиры. В одной из квартир обустроилась редакция газеты «Диенас Лапа». Квартиру № 10 на третьем этаже занимали сами хозяева дома. В своём магазине Камарины вели торговлю лаками, красками, различными химикатами для производства стекла, мыла и спичек, ароматическими маслами, эссенцией, пряностями, одеколонами, солью для ванн, минеральной водой.
Дом Комариных погиб в пожаре в июне 1941 года при обстреле города немецкими войсками. Руины были снесены после окончания Второй мировой войны. На Бастионной горке на краю садовой дорожки сохранился чугунный столбик с головой усатого мужчины, когда-то находившийся у дома Камариных.

## Современность
Ныне название «дом Камарина» носит офисно-торговый комплекс (Кунгу, д. 1), выстроенный на фундаментах старого дома в 2000—2001 по проекту архитектора П. Венковича и вызывающий неоднозначную реакцию